# Mercedes-Benz Classe E (Type 212)
 (novembre 2015).
Si vous disposez d'ouvrages ou d'articles de référence ou si vous connaissez des sites web de qualité traitant du thème abordé ici, merci de compléter l'article en donnant les références utiles à sa vérifiabilité et en les liant à la section « Notes et références ».

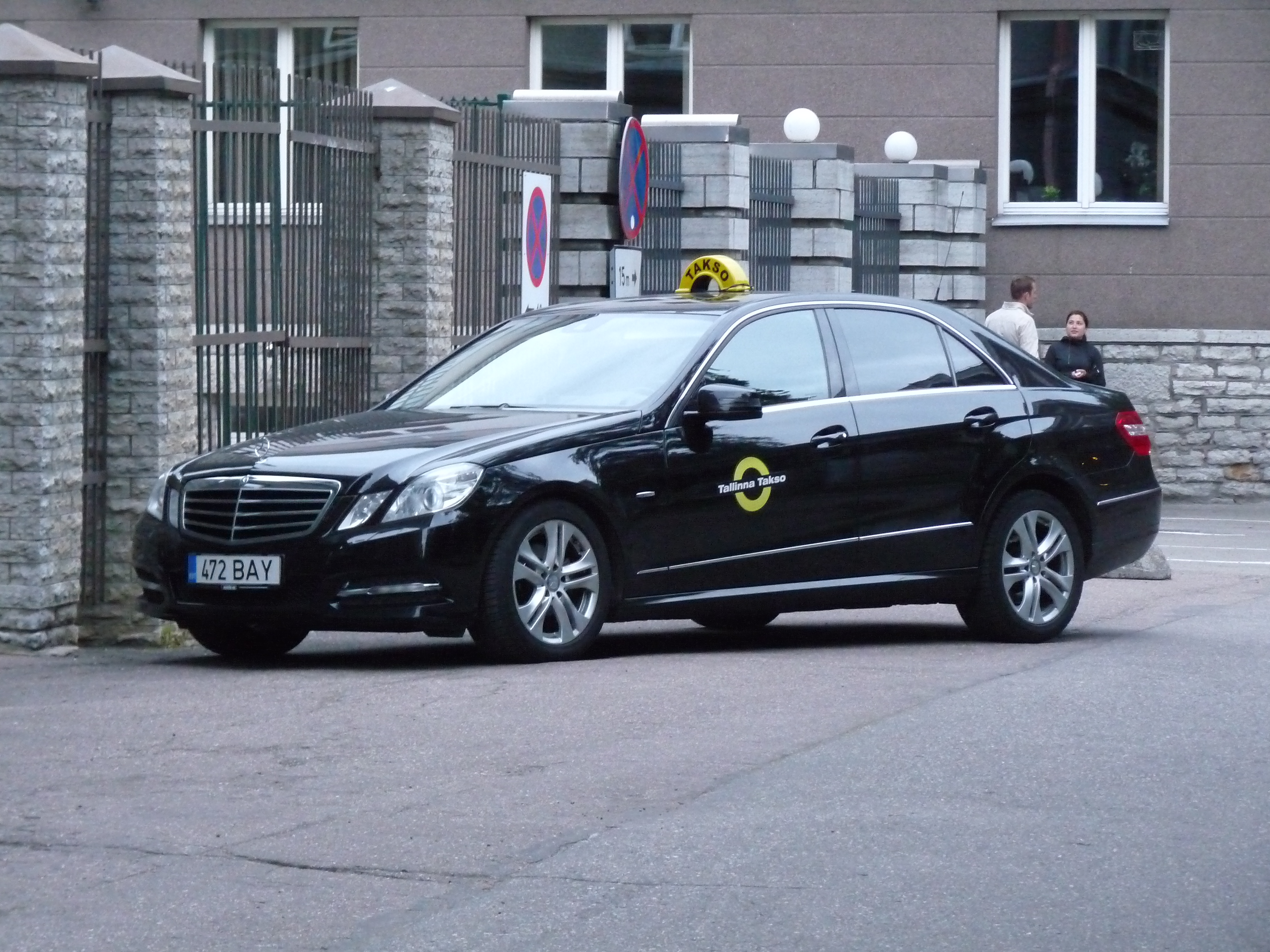
Un taxi Mercedes W 212 à Tallinn en 2014.

La Mercedes-Benz W212 est une berline de luxe apparue en 2009 pour remplacer la W211 de 2002. Il s'agit de la quatrième génération de Mercedes-Benz Classe E. Ses concurrentes sont les BMW F10 et Audi A6 C7. Elle est remplacée en 2016 par une nouvelle Classe E W213.